# А-душ-Франкуш
А-душ-Франкуш (порт. A-dos-Francos) — пара́фія (фрегезія) в Португалії, входить в округ Лейрія. Є складовою частиною муніципалітету Калдаш-да-ни. За старим адміністративним поділом входив в провінцію Ештремадура. Входить в економіко-статистичний субрегіон Оеште, який входить в Центральний регіон. За даними на 2001 рік населення становить 1797 чоловік. Займає площу 19,78 км².
| Португалія | Це незавершена стаття з географії Португалії. Ви можете допомогти проєкту, виправивши або дописавши її. |